# المصباح الصغير
المصباح الصغير (بالإنجليزية: Luxo Jr)هو فيلم رسوم متحركة قصيرة كوميدية من تصميم شركة بيكسار، أنتج سنة 1986. بطل الفيلم هو مصباح اعتبر بعد ذلك رمزا لشركة بيكسار، يظهر المصباح في العديد من أفلام الشركة منها حكاية لعبة 2 وغيرها . كما يظهر في بداية كل فيلم كتقديم من بيكسار ويبدو أن الفيلم القصير المصباح الصغير كان له تاثير فيما بعد في مستقبل الشركة.
وقد عرض هذا الفيلم مع حكاية لعبة 2 الذي أنتج سنة 1999 

## القصة
لا يتجاوز الفيلم دقيقتين يظهر من خلالها في بداية الفيلم مصباح كبير ترمى له كرة من طرف المصباح الصغير الذي يجد مرحا في اللعب بها.

## وصلات خارجية
- المصباح الصغير على موقع IMDb (الإنجليزية)
- المصباح الصغير على موقع روتن توميتوز (الإنجليزية)
- المصباح الصغير على موقع ألو سيني (الفرنسية)
- المصباح الصغير على موقع Turner Classic Movies (الإنجليزية)
- المصباح الصغير على موقع فيلمافينيتي (الإسبانية)
- المصباح الصغير على موقع قاعدة بيانات الفيلم (الإنجليزية)
- المصباح الصغير على موقع ليتربوكسد (الإنجليزية)
- المصباح الصغير على موقع كينوبويسك (الروسية)
- صفحة الفيلم على موقع Imdb.
- صفحة الفيلم على موقع TCM.
- صفحة الفيلم على موقع disney.wikia.